# Hạ Hầu Đức
Hạ Hầu Đức (chữ Hán: 夏侯德; bính âm: Xihou De; ???-219) là một nhân vật hư cấu trong tiểu thuyết Tam Quốc diễn nghĩa của nhà văn La Quán Trung. Trong tiểu thuyết này, Hạ Hầu Đức là viên tướng của quân Tào Ngụy. Hạ Hầu Đức là anh trai của Hạ Hầu Thượng và cháu của Hạ Hầu Uyên.
Trong suốt cuộc chiến tại trận Định Quân Sơn, Hạ Hầu Đức được giao nhiệm vụ phòng thủ tạo núi Thiên Đăng cùng với Hàn Hạo. Tuy nhiên trong một cuộc phục kích của quân Thục, tướng thục là Nghiêm Nhan đã tiêu diệt cả hai.

## Bối cảnh
Núi Thiên Đãng do Hạ Hầu Đức trấn thủ, đóng mười vạn quân. Trương Hợp cùng Hàn Hạo, Hạ Hầu Thượng đến đó nương nhờ và giữ núi ấy nhân thể. Núi Thiên Đãng, là chỗ chứa lương thảo giáp cận với núi Mễ Thương cũng là kho lương, cả hai đều là nguồn nuôi sống quân sĩ nên quân Tào phòng thủ cẩn thận.
Hoàng Trung đã kéo quân đến nơi. Hạ Hầu Đức cười lớn nói rằng: Lão tặc chỉ cậy sức khoẻ, không biết binh pháp là gì!. Hàn Hạo xin dẫn quân ra đánh. Hạ Hầu Đức cho Hạo dẫn ba nghìn quân xuống núi. Hoàng Trung dẫn 5.000 quân từ cửa ải kéo xuống. Quân Thục đánh trống ầm ĩ kéo đến. Hàn Hạo dẫn quân ra địch. Hoàng Trung múa đao xông vào, mới một hiệp đã chém chết Hàn Hạo ngã quay xuống đất. Quân Thục reo ầm cả lên, kéo lên trên núi.
Trương Hợp, Hạ Hầu Thượng vội vàng dẫn quân ra địch. Bỗng lại nghe ở mé sau núi, tiếng réo vang dậy, lửa cháy đùng đùng, sáng rực cả trời đất. Hạ Hầu Đức dẫn quân ra cứu lửa, thì gặp ngay lão tướng là Nghiêm Nhan, tay cầm đao chém một nhát, Hạ Hầu Đức chết lăn xuống ngựa. Chém xong Hạ Hầu Đức, Hạ Hầu Thượng trước sau không nhìn ngó được nhau, phải bỏ núi Thiên Đãng nhằm chạy về núi Định Quân với Hạ Hầu Uyên